# Beyond the Farthest Star
"Beyond the Farthest Star" és l'episodi pilot i l'inici de la sèrie de televisió animada de ciència-ficció estatunidenca Star Trek . Aquest episodi d'estrena de la sèrie es va emetre per primera vegada a la programació de l'NBC dissabte al matí a les 10:30 a.m. el 8 de setembre de 1973, set anys després de l'estrena de la sèrie d'imatge real que va iniciar la franquícia. Va ser escrit per l'autor i guionista estatunidenc Samuel A. Peeples que també havia escrit el segon pilot de la sèrie original "On no ha anat mai cap home".
En aquest episodi, la tripulació de l’Enterprise ha d'enfrontar-se a una entitat alienígena no corpòrea malèvola que ha pres el control de la nau i intenta obligar-la a ajudar-la a escapar del gran pou de gravetat d'una estrella morta.

## Argument
Mentre explorava a la vora més externa de la galàxia, la nau estel·lar de la Federació Enterprise sobtadament es troba amb forts efectes hipergravitatoris i és arrossegada a l'òrbita d'una estrella morta. La tripulació descobreix que una nau alienígena de 300.000.000 d'anys d'antiguitat molt danyada, que emet senyals de ràdio, està atrapada juntament amb ells.
El capità Kirk es transporta a bord de l'enorme nau estel·lar amb un grup d'embarcament que inclou el primer oficial Spock, l'oficial mèdic en cap Dr. McCoy i l'enginyer en cap Scott, on van saber que una vegada era la llar d'una raça d'insectoides. També aprenen d'un missatge pregravat que la nau va quedar gairebé completament controlada per una entitat malèvola que buscava escapar del sol mort i viatjar a altres mons. La tripulació del vaixell va crear una cambra aïllada que l'entitat no controlava. A partir d'aquí van gravar el missatge i després van fer que la seva nau s'autodestruïa en lloc de deixar-la servir per l'entitat. L'entitat comença a perforar la cambra aïllada on hi ha la festa "Enterprise" i torna amb ells.
Infiltrant-se en el funcionament de la nau, desactiva el mecanisme d'autodestrucció, però Spock ha col·locat la consola de navegació dins d'un escut estàtic, de manera que no pot dirigir la nau. En canvi, utilitza els sistemes de la nau per amenaçar la vida de la tripulació i, per tant, obliga a Kirk a navegar per la nau segons les seves ordres.
Kirk vola l' Enterprise cap a l'estrella morta en el que sembla ser una carrera suïcida, però en realitat és una maniobra de tirador per escapar de la seva gravetat massiva. L'entitat creu que la nau s'estavellarà i serà destruïda i, per tant, fuig, amb l' Enterprise escapant amb èxit tant d'ella com de l'estrella morta.

## Transmissió i streaming
Aquest episodi es va emetre per primera vegada el 8 de setembre de 1973 a NBC. Tanmateix, a la zona de Los Angeles, "Yesteryear " es va projectar en el seu lloc, perquè tenia massa temps d'antena per a l'actor de veu George Takei com a Sulu, que es presentava a un càrrec públic i haurien de donar el mateix temps d'antelació a l'altres candidats. George Takei es presentava a membre del consell municipal del Districte 10 de la ciutat de Los Angeles, cosa que va activar les regles de la FCC sobre el temps d'antena per als candidats polítics.
En el llançament del servei de streaming Paramount+, el 4 de març de 2021, es va presentar una marató gratuïta Star Trek, amb els pilots de les diferents sèries de televisió Star Trek, inclosa "Beyond the Farthest Star". La marató va començar a les 7 a.m. PT/10 a.m. ET i va ser transmesa en directe a la plataforma de vídeos d'Internet YouTube aquell dia.

## Recepció
L'episodi va rebre crítiques excel·lents a la seva emissió inicial, i els crítics van elogiar l'escriptura intel·ligent, la imaginació, la producció i l'adhesió al to de la sèrie d'imatge real. L'any 2017, es va assenyalar que aquest episodi presentava contingut aterridor de Star Trek. També el 2017, GameSpot el va classificar com el sisè millor episodi pilot d'una sèrie Star Trek, comentant: "El repartiment de veu original hi és, i ho fan el millor que poden, però el diàleg i l'animació fan que sigui una tasca difícil d'assentar."
El 2020, Gizmodo Australia va classificar "Beyond the Farthest Star" com un dels episodis "que cal veure" de la sèrie animada.